# Церква Святої Трійці (Пустовійтівка)

Церква Святої Трійці у с. Пустовійтівка Роменського району Сумської області

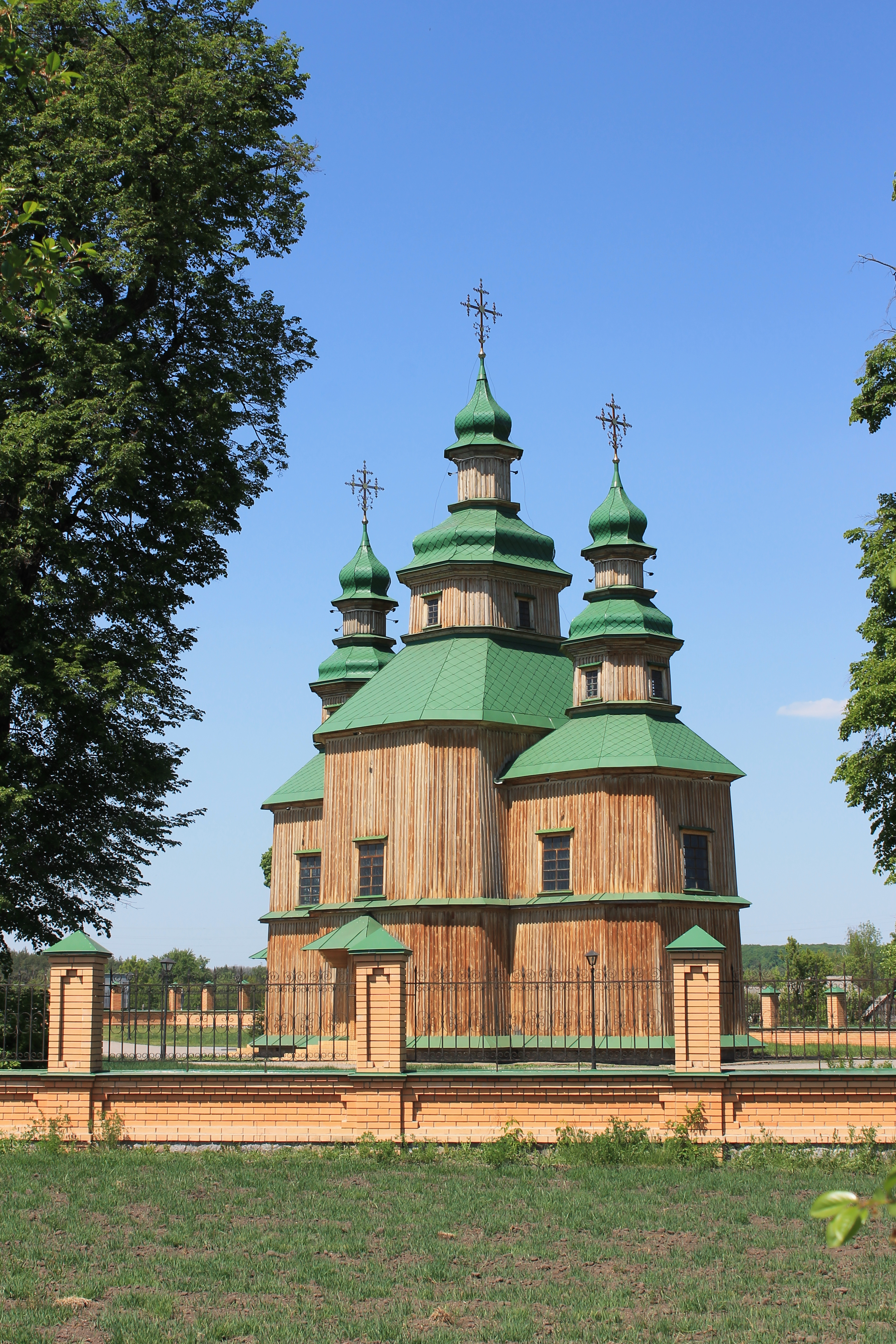
Церква Св.Трійці. с.Пустовійтівка

Церква Святої Трійці (Пустовійтівка) — діючий православний храм Київського патріархату, розташований за адресою: с. Пустовійтівка, Роменського району Сумської області. Пам'ятка архітектури 1773 року, відтворена на початку 21 століття.

## Історія
У 1773 році кошовий Петро Іванович Калнишевський збудував власним коштом на батьківщині церкву Святої Трійці. Це підтверджують старовинні документи:
```

Церква св.Трійці у Пустовійтівці 1920-і

“В духовну протопопію Роменську управу доповідь. Війська запорозького низового пан 
кошовий отаман
 Петро Іванович Калниш, у селі відомства протопопії роменської Пустовійтівці, в якому він, пан кошовий, народився, від свого кошту власного знову дерев’яну в ім’я пресвятої Трійці церкву на місті вольному збудували...”
```

Іконостас церкви св.Трійці у Пустовійтівці 1920-і

Цій церкві подарував козацький отаман Євангеліє в розкішному окладі, яке виготував київський майстер Іван Равич. Свого часу витвір коштував 600 карбованців золотом. Православна церква визнала Калниша святим за прижиттєві справи і за внесок у розвиток церковного будівництва.
Церква, збудована Калнишевським у Пустовійтівці, є «видатним пам'ятником українського відродження». Спочатку куполи були покриті гонтою, а вся церква пошальована. Але в 1818 р. куполи і вся церква покриті знову чорним залізом, пофарбовані зеленою фарбою, всередині побілена, добудовані до церкви притвори, пономарня і ризниця. У 1887 році церкву ремонтували; при цьому лутки старих дверей з різьбленим написом викинули. Тоді збудували нову дзвіницю, сполучили її притвором із бабинцем. До 1929 році стан споруди був бездоганний, та за кілька років її зруйнували в числі сотень інших храмів.

## Відбудова
На початку XXI століття церкву відбудували. У 2006 році на Покрову храм освятили. Будівельники, які виграли тендер на відбудову церкви, зводили її старовинним способом, без єдиного цвяха. Церква виконана у «козацькому стилі», вона виразна і самобутня. Вирізняються риси «барочного» стилю: ярусне розташування бань із перехватом, чіткі геометричні форми. У церкві небагато ікон, козакам властива стриманість. Образи уквітчані вишитими рушниками.

## Архітектурний опис
З різних точок силует будівлі сприймається по-іншому. Вона триверха, тризрубна. План її складається з трохи видовжених в напрямку схід — захід шестикутників — з бабинця й вівтаря та центрального восьмигранника, витягнутого по осі південь — північ. При зведенні слідували детальному опису доктора мистецтвознавства професора С.Таранушенка у 1929 році:
```
 "Церкву будував один із кращих майстрів того часу. Про це свідчать обробка деревини (дуб), складання зрубів, рубка замків. Стан збереження її бездоганний. Будівля висока, одна з найбільш імпозантних і величавих на 
Лівобережжі
. Могутні форми її не позбавлені граційності, але не м’якої, розманіженої, а мужньої». 
```

Зруб стін центральної дільниці вивищується над зрубами вівтаря і бабинця. Верх центральної частини також масивніший і вищий за бокові верхи. Обшивка корпусів зрубів вертикальна. Приблизно на половині висоти зрубів вівтаря й бабинця будівлю підперізує пояс, пофарбований зеленим кольором. Він об'єднує зруби і підкреслює горизонталь. Над поясом прорізані вікна на одному рівні і однієї величини у всіх зрубах. У крайніх зрубах вікон по троє, а в центральному — в кожній зовнішній грані. Вінчає зруби чітко прорисований карниз, що складається з чвертьвалків та поличок з сухариками. Восьмерики усіх верхів є стриманішими у пропорціях. У них горизонтальні розміри переважають вертикальні. Восьмерики прорізані вікнами по сторонах світу, але у вівтарі на захід, а в бабинці на схід вікон немає. Грушеподібної форми главки завершуються кованими визолоченими хрестами. Всередині храму оббивка горизонтальна.